# Stephen Parkinson
Stephen Parkinson (Keighley, West Yorkshire, 1 de agosto de 1823 – 2 de janeiro de 1889) foi um matemático britânico.
Parkinson estudou no St John's College (Cambridge), sendo sizar em 1841 e graduando-se como Senior Wrangler em 1845, suplantando William Thomson. Foi eleito fellow do St John's no mesmo ano.
Foi eleito membro da Royal Society em 1870. 
Parkinson foi autor de dois livros texto, Elementary Treatise on Mechanics (1855) e A Treatise on Optics (1859).